# Graça Machel
Graça Machel, nata Graça Simbine, (Incadine, 17 ottobre 1945) è una politica e avvocato mozambicana naturalizzata sudafricana. Considerata una delle personalità politiche più influenti della storia dell'Africa, Graça Machel è stata anche la terza moglie dell'ex presidente del Sudafrica Nelson Mandela.

## Biografia
Nata a Incadine nel distretto di Manjacaze nella Provincia di Gaza (quando era parte del Mozambico portoghese), a 17 giorni dalla morte del padre, era la più giovane dei sei figli.

### Formazione
Ha studiato filologia romanza presso l'Università di Lisbona. Nel 1968, dopo aver partecipato alle rivolte studentesche, fu costretta a lasciare gli studi sotto sorveglianza della polizia segreta portoghese, e a rifugiarsi in Svizzera per scappare al mandato di arresto che era quasi certo a causa dei suoi "audaci coinvolgimento in attività politiche studentesche".

### Primi impegni politici
Nel 1973 è entrata a far parte del movimento per la liberazione del Mozambico, il FRELIMO, un movimento di resistenza organizzata che stava ottenendo buoni risultati nella lotta contro il colonialismo portoghese. Quando giunse in Tanzania, trovò una buona organizzazione del quartier generale del FRELIMO, dove si sottopose ad addestramento militare.
Successivamente trascorse un breve periodo nella provincia di Cabo Delgado, dove incontrò Samora Machel, il leader del FRELIMO, di cui è stata moglie fino alla sua morte nel 1986. I due si sposarono nel 1975, anno in cui lo stesso Samora divenne presidente del nuovo Mozambico indipendente. Fu madre di due figli di questa relazione e si occupò allo stesso tempo anche dei cinque figli che Samora aveva avuto nelle precedenti relazioni, e che erano rimasti orfani.

### Il Ministero dell'Istruzione e della Cultura
Quando il Mozambico divenne indipendente e il FRELIMO formò il primo governo nel 1975, Graça divenne membro del Comitato Centrale del Frelimo e Ministro dell'Istruzione e della Cultura, carica che ha rivestito fino al 1989. In questo ambito, ha lavorato per implementare l'obiettivo di assicurare ai Mozambicani un'istruzione universale. E, infatti, nei primi dieci anni del suo mandato, il numero di studenti tra scuole primarie e secondarie aumentò dal 40% a circa il 90% per i maschi e al 75% per le femmine. In generale, è riuscita a ridurre il tasso di analfabetismo del 72%.
Come Presidente della Fondazione per lo Sviluppo della Comunità, ha facilitato il maggior accesso della comunità alla conoscenza e alla tecnologia ed alle idee di sviluppo umano sostenibile. In riconoscimento della particolare devastazione della guerra sui bambini, Graça Machel divenne Presidente dell'Organizzazione Nazionale per i Bambini del Mozambico, che si occupava di ospitare i bambini orfani nelle case villaggio mentre veniva rinforzato il ruolo della famiglia e della comunità durante la riconciliazione. Ha lavorato a stretto contatto con le famiglie nel tentativo di rivalorizzare la figura del bambino e soprattutto di emancipare le donne Mozambicane.

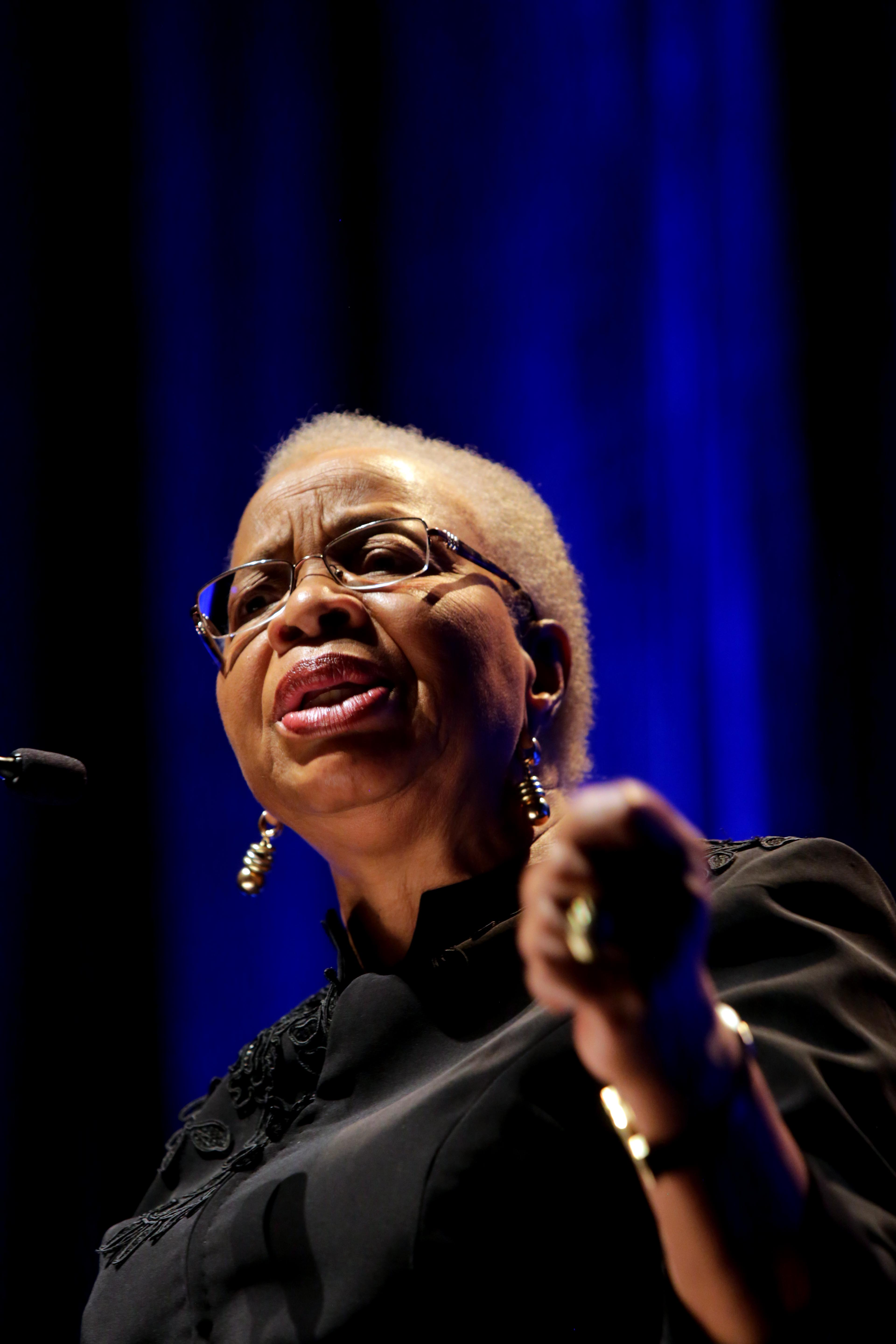
Graça nel 2019, durante una conferenza a San Paolo

### Il "Rapporto Machel"
Graça Machel è famosa per aver prodotto il grande Rapporto sull'impatto dei conflitti armati sui bambini, noto come "Rapporto Machel", pubblicato nel 1996: in esso si esortava l'UNICEF a trovare una sistemazione per i bambini esiliati o senza casa ed i fondi per la loro rieducazione. Il rapporto si concentra anche sulle mine antiuomo: queste armi letali, secondo il Ministro, dovrebbero essere eliminate a carico delle nazioni che le commissionano e le utilizzano e che questo impegno di bonifica dovrebbe essere parte di tutti gli accordi di pace.
È grazie all'impegno di Machel se l'Assemblea Generale delle Nazioni Unite ha istituito l'Ufficio del Rappresentante Speciale del Segretario Generale per i bambini nei conflitti armati, e se il Consiglio di Sicurezza ha stabilito un meccanismo coordinato di monitoraggio e segnalazione delle Nazioni Unite per continuare a monitorare l'impatto della guerra sui bambini.
In generale, il suo Rapporto ha dimostrato alla comunità internazionale e al mondo la necessità di adottare misure efficaci per la promozione e la protezione dei diritti dei bambini vittime dei conflitti armati.

### Il secondo matrimonio
Durante gli anni novanta, l'amicizia tra Graça e Nelson Mandela, Presidente del Sudafrica, si è approfondita, ancora di più in seguito alla morte del marito di lei. La profonda stima è sfociata poi in amore e ha portato al matrimonio tra i due celebrato con rito civile il 18 luglio 1998, e perdurato fino alla morte dell'ex presidente sudafricano, avvenuta nel 2013.

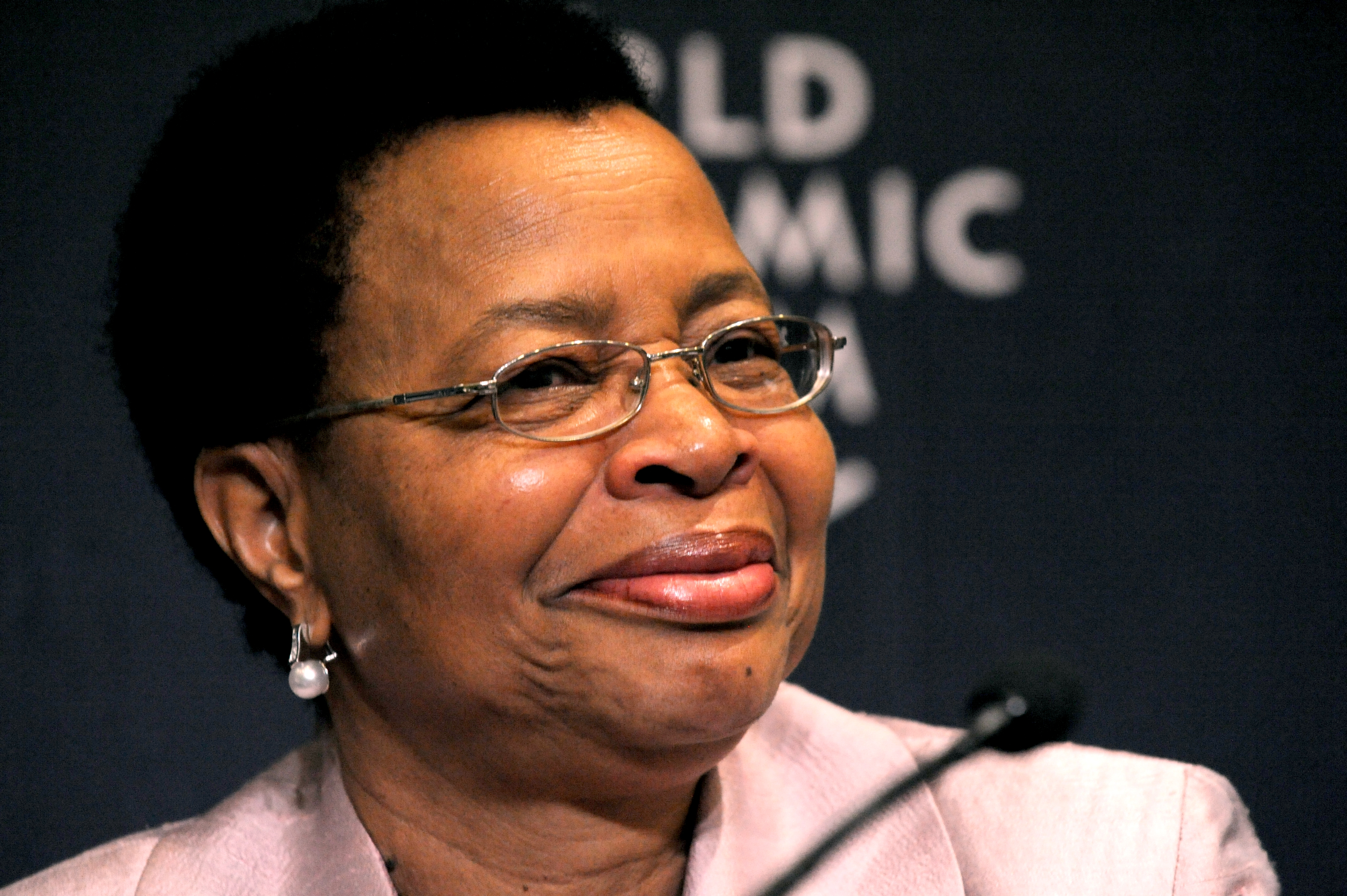
Graça Machel al Forum economico mondiale per l'Africa nel 2010

### Impegni comunitari
Graça è stata al servizio di molte organizzazioni internazionali, inclusa l'Organizzazione delle Nazioni Unite, il Forum delle Pedagogiste Africane, il Forum per la Leadership Africana e l'International Crisis Group. Inoltre, è Direttore del Fondo Alleanza Globale per i Vaccini e le Immunizzazioni, nonché Rettore dell'Università di Città del Capo.
È inoltre un'avvocato internazionale per i diritti delle donne e dei bambini, e a proposito ha dichiarato: "Diamo un volto e una voce a quella bambina che è stata per lungo tempo ignorata. Quando finalmente sarà al centro dei nostri sforzi di sviluppo, sarà lei a cambiare il mondo". Nel 2010 ha anche fondato la "Graça Machel Trust", un'organizzazione non a scopo di lucro dove si concentra sulla promozione dell'emancipazione economica e finanziaria delle donne e della loro tutela sul lavoro, nell'istruzione, in ambito sanitario e nell'alimentazione.
Nel 2007 è stata nominata Dama di Commenda dell'Ordine dell'Impero Britannico per il suo lavoro in ambito umanitario.
Inoltre, Graça Machel è stata fra i relatori dell'Agenda 2030 delle Nazioni Unite e fa parte anche delle 225 personalità globali chiamate per un vertice di crisi per pensare la ripresa dopo la pandemia di COVID-19.

## Vita privata
Nel 1975 Graça Simbine sposò Samora Machel, il primo presidente del Mozambico. Insieme a lui ebbe due figli: la prima è Josina Machel, nata nell'aprile 1976, che è da anni impegnata come attivista per i diritti umani del Mozambico, e che per la sua influenza internazionale è stata inserita nella lista delle 100 Women stilata dalla BBC nel 2020; e il secondo, Malengane, nato nel dicembre 1978. Il marito di Simbine Samora Machel morì mentre era ancora in carica nel 1986, quando il suo aereo presidenziale si schiantò vicino al confine tra Mozambico e Sudafrica.
In seguito, a Johannesburg, Graça Machel Mandela sposò il suo secondo marito, Nelson Mandela, il 18 luglio 1998, giorno dell'80° compleanno di Mandela. Quest'ultimo morì di polmonite il 5 dicembre 2013, dopo 15 anni di matrimonio con Graça.

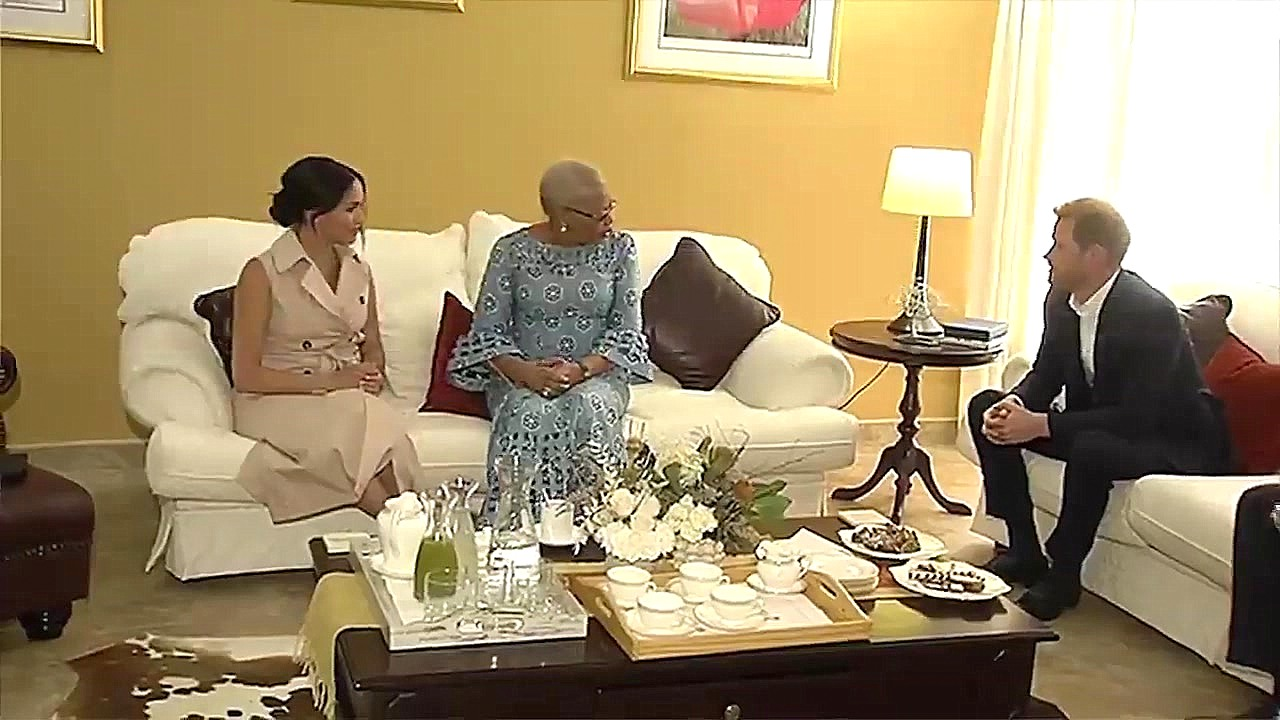
Graça Machel durante un incontro con i Duchi di Sussex Henry e Meghan Markle

## Riconoscimenti
(Graça Machel Mandela)
Nel corso degli anni, la Machel ha acquisito riconoscimenti internazionali per i risultati raggiunti. Tra questi figura il Premio "Laureate of Africa" per la Leadership per la fine della fame sostenibile, per l'Hunger Project nel 1992.
Nel 1995 ottiene la Medaglia Nansen in riconoscimento al suo contributo al benessere dei bambini rifugiati. Ha ricevuto l'"IPS International Achievement Award" per il suo lavoro in favore dei bambini in tutto il mondo, nel 1998. Graça detiene il Premio "Africare Distinguished Humanitarian Service" ed il Premio Nord-Sud del Consiglio Europeo, fra gli altri.

È stata insignita della Laurea Honoris Causa da parte dell'Università di Barcellona il 23 aprile 2008 e dell'Università di Leida il 1° novembre 2023. In particolare, durante la cerimonia di consegna della seconda laurea, ha tenuto un discorso in cui ha discusso di giustizia intergenerazionale, diritti umani e le urgenti sfide che l'Africa deve affrontare:
"Sappiamo, oggi, che la dignità umana viene calpestata in varie parti del mondo, tra le altre, in Palestina, in Sudan, in Ucraina e in Myanmar, per citarne solo alcune. La situazione dei bambini è ancora più grave, poiché i bambini, con le crisi, sono quelli che soffrono di più per il rapido degrado della protezione dei loro diritti."

## Curiosità
- Parla correttamente inglese, francese, spagnolo, italiano, portoghese, cinese e tsonga, inoltre comprende l'afrikaans e lo xhosa.[25]
- Graça Machel è l'unica donna nella storia ad essere stata “first lady” di due diverse repubbliche: lo è stata del Mozambico dal 1975 al 1986 e del Sudafrica dal 1998 al 1999.[26]